# Santas Martas
Santas Martas est un municipio (municipalité ou canton) de la comarque de Vega del Esla, dans la province de León, communauté autonome de Castille-et-León, dans le Nord de l'Espagne. C'est aussi le nom de la localité chef-lieu du municipio.
Le Camino francés du Chemin de Saint-Jacques passe par le territoire de ce municipio, dans les localités de Villamarco de las Matas et Reliegos de las Matas.

## Démographie
| 1991 |  | 1996 |  | 2001 |  | 2004 |  | 2007 |  | 2010 |
| ---- |  | ---- |  | ---- |  | ---- |  | ---- |  | ---- |
| 1220 |  | 1072 |  | 961  |  | 952  |  | 929  |  | 898  |

## Divisions administratives
Le municipio est constitué de sept localités :
- Luengos de los Oteros,
- Malillos de los Oteros,
- Reliegos de las Matas,
- Santas Martas, chef-lieu,
- Valdearcos-Estación de Santas Martas,
- Villamarco de las Matas.
- Urbanización Campolar, développée plus récemment à la limite du municipio.

## Culture et patrimoine

### Pèlerinage de Compostelle
Le Camino francés du Chemin de Saint-Jacques passe par le territoire de ce municipio, dans les localités de Villamarco de las Matas et de Reliegos de las Matas.
Le prochain municipio traversé est celui de Mansilla Mayor ; sa localité traversée est Villamoros de Mansilla.

## Sources et références
- (es) Cet article est partiellement ou en totalité issu de l’article de Wikipédia en espagnol intitulé « Santas Martas » (voir la liste des auteurs).
- Grégoire, J.-Y. & Laborde-Balen, L. , « Le Chemin de Saint-Jacques en Espagne - De Saint-Jean-Pied-de-Port à Compostelle - Guide pratique du pèlerin », Rando Éditions, mars 2006,  (ISBN 2-84182-224-9)
- « Camino de Santiago St-Jean-Pied-de-Port - Santiago de Compostela », Michelin et Cie, Manufacture Française des Pneumatiques Michelin, Paris, 2009,  (ISBN 978-2-06-714805-5)
- « Le Chemin de Saint-Jacques Carte Routière », Junta de Castilla y León, Editorial

1. ↑  www.cajaespana.es : Budget du municipio en 2008.
2. ↑  www.aytosantasmartas.es Santas Martas : Los Pueblos del Municipio.